# ʿUrf
ʿUrf (arabisch عرف ‚Das, was allgemein anerkannt ist‘) bezeichnet in der arabischen Stammesgesellschaft und in der islamischen Rechtstheorie das ungeschriebene Gewohnheitsrecht, das weder auf den Koran oder die Normsetzung des Propheten Mohammed, noch auf den Konsens oder Urteilsbemühung der islamischen Gelehrten zurückgeführt werden kann.

## Koran und frühe Interpretationen
Der Begriff ʿUrf kommt schon im Koran vor. So heißt es in Sure 7:199: „Übe Nachsicht, gebiete den ʿUrf und wende dich von den Törichten ab.“ Der Begriff ist von der gleichen arabischen Wortwurzel abgeleitet wie der Ausdruck al-maʿrūf (‚das Rechte, das Anerkannte‘) in der koranischen Wendung: Das Rechte gebieten und das Verwerfliche verbieten.
Aus der obigen koranischen Aussage wurde in der islamischen Rechtstheorie abgeleitet, dass ʿUrf normativen und autoritativen Charakter hat, allerdings war die Abgrenzung gegenüber anderen Rechtsquellen nicht immer ganz klar. Abū Yūsuf (gest. 798) zum Beispiel betrachtete ʿUrf noch nicht als eine eigene Rechtsquelle, sondern als Teil der Sunna, die seiner Auffassung nach nicht nur die Rechtspraxis des Propheten umfasste, sondern auch den allgemeinen Rechtsbrauch. Überschneidungen ergaben sich auch mit dem Idschmāʿ ("Konsens"), doch wurde hier die Abgrenzung so getroffen, dass Idschmāʿ nur den Konsens der Rechtsexperten darstellen soll, während ʿUrf das übereinstimmende Verhalten der Allgemeinheit der Menschen sei.

## Aufwertung zur eigenen Rechtsquelle
Besonders im Kaufrecht spielte ʿUrf schon früh eine wichtige Rolle. Hier galt der Grundsatz: "Das, was durch ʿUrf feststeht, ist wie das, was durch eine Vertragsklausel feststeht" (aṯ-ṯābit bi-l-ʿurf ka-ṯ-ṯābit bi-š-šarṭ). Erheblich größere Bedeutung maß später der hanafitische Gelehrte az-Zāhidī (st. 1260) dem ʿUrf bei. Er vertrat in seinem Rechtswerk Qunyat al-Munya die Auffassung, dass es Mufti und Qādī nicht erlaubt sei, allein nach der allgemeinen Auffassung des Madhhab zu urteilen, sie vielmehr auch immer den ʿUrf berücksichtigen müssten. Der hanafitische Gelehrte Ibn Nudschaim (gest. 1563) meinte, dass der ʿUrf ebenfalls bei der Beurteilung von Eiden (aimān) zugrunde zu legen sei. Ibn Nudschaim war auch der erste Gelehrte, der die Aufwertung des ʿUrf zu einer eigenständigen Rechtsquelle beschrieb. So sagte er in seinem Rechtswerk al-Ašbāh wa-n-naẓāʾir: „Wisse, dass man im Fiqh bei so vielen Problemen auf Gewohnheit (ʿāda) und Brauch (ʿurf) zurückgreift, dass man es zu einer Rechtsquelle (aṣl) gemacht hat.“
Hanafitische Gelehrte befassten sich insgesamt am intensivsten mit dem ʿUrf. Sie teilten ihn in verschiedene Unterarten ein, indem sie 1. zwischen Sprachbrauch (ʿurf qaulī) und Handlungsbrauch (ʿurf ʿamalī) unterschieden; 2. zwischen allgemeinem Brauch (ʿurf ʿāmm) und speziellem Brauch (ʿurf ḫāṣṣ), also solchem Brauch, der lokal, sozial oder sonst wie begrenzt war, sowie 3. zwischen gesundem Brauch (ʿurf ṣaḥīḥ) und schlechtem Brauch (ʿurf fāsid). Als schlechten Brauch betrachteten sie jeden Brauch, der im Widerspruch zu den vier anderen Rechtsquellen stand. Er sollte nicht als argumentative Grundlage im Recht verwendet werden dürfen. Hinsichtlich der Stellung des speziellen Brauchs gab es Meinungsverschiedenheiten. Einige Gelehrte urteilten jedoch, dass er berücksichtigt werden müsse und damit allgemeine Rechtsregeln spezifiziert werden könnten.
Die Aufwertung des ʿUrf zur Rechtsquelle ermöglichte in der Frühen Neuzeit in den hanafitischen Gebieten die Anpassung der islamischen Normen an die sozialen Realitäten und leitete einen Prozess der "praktischen Säkularisierung des islamischen Rechts" ein. Dieser Prozess kam mit der Veröffentlichung der osmanischen Mecelle zum Abschluss, die in ihrer Einleitung zehn Rechtsmaximen zum ʿUrf enthielt. Eine dieser Maximen lautet: „Festlegung durch ʿUrf ist wie eine Festlegung durch heiligen Textbeleg zu beurteilen“ (At-Taʿyīn bi-l-ʿurf ka-t-taʿyīn bi-n-naṣṣ).

## Bedeutung in der Gegenwart
Auch heute noch argumentieren viele muslimische Gelehrte mit ʿUrf, allerdings bestehen unterschiedliche Ansichten hinsichtlich seines Stellenwertes im Gesamtsystem der Rechtsquellen, die auch mit unterschiedlichen Madhhab-Traditionen zusammenhängen. Aufgrund der großen Rolle des ʿUrf im islamischen Recht wird die Kenntnis der jeweils vorherrschenden Sitten und Gebräuche als eine Voraussetzung für die Ausübung des Idschtihād betrachtet.